# コカエチレン
コカエチレン（Cocaethylene）とは、ヒトにおけるコカインの主要代謝産物の1つであるベンゾイルエクゴニンのカルボキシ基が、エタノールとのエステルを形成した、トロパンアルカロイドの1種である。コカインの類似物質として知られており、コカインとの違いはエステルを形成している相手のアルコールが、メタノールではなくエタノールだということだけである。ヒトがコカインとエタノールを同時に摂取した場合、すなわち、コカインを使用した時に飲酒を行っていた場合、ヒトの体内で生成する化合物として知られている。

## ヒト体内におけるコカエチレンの生成

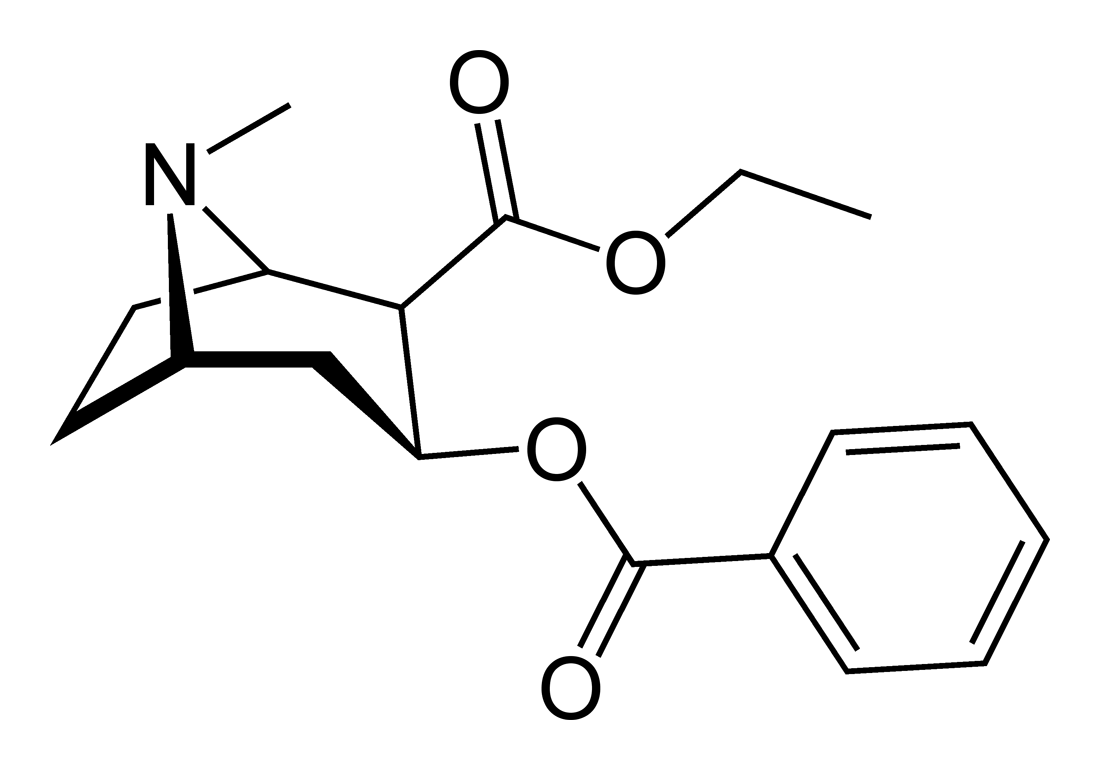
コカエチレンの構造式。
コカインの構造式。
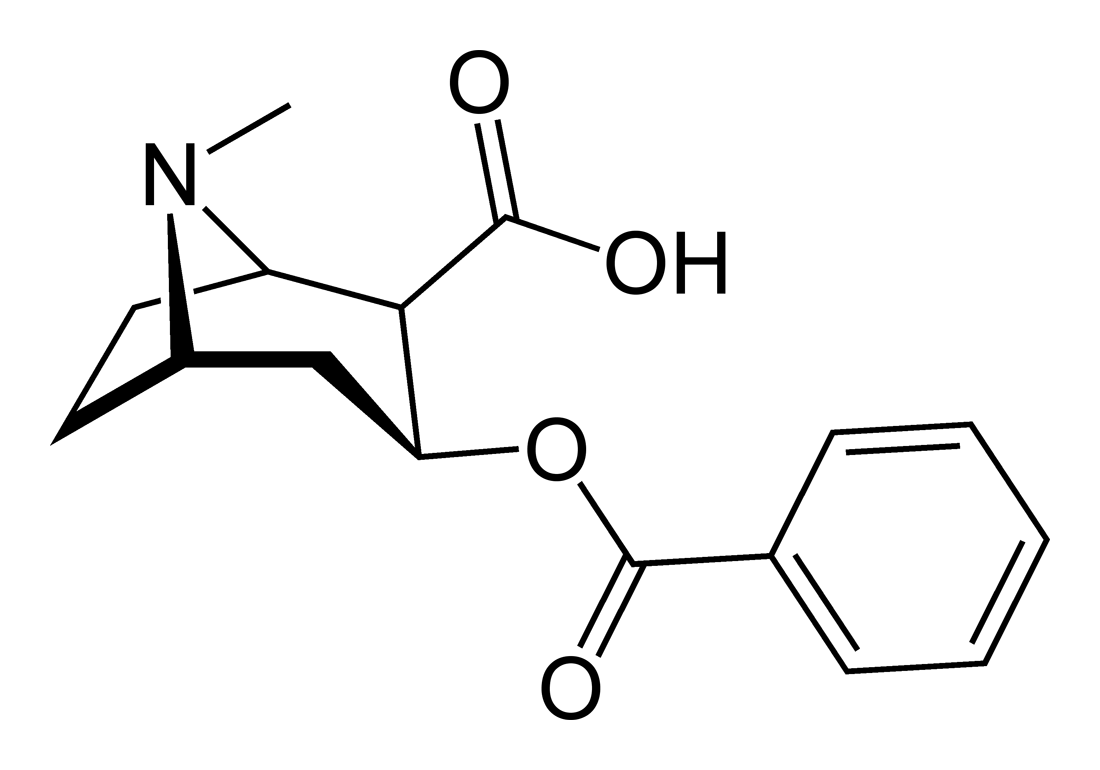
ベンゾイルエクゴニンの構造式。

上記の構造を見比べれば、コカエチレンがコカインの類似物質であることは一目瞭然であろう。また、コカインがエタノールとエステル交換反応を起こした結果が、コカエチレンであることも見て取れるだろう。そして、実際にヒトの血中にコカインとエタノールとが同時に存在した場合、肝臓においてコカエチレンが生成されることが判っている

。
ヒトの体内においてコカインは、肝臓に発現しているカルボキシルエステラーゼ（カルボン酸エステルを加水分解する酵素）によって、ベンゾイルエクゴニン（コカインのエステルが加水分解されてメタノールが外れた状態）、または、エクゴニンのメチルエステル（コカインからエステルが加水分解されて安息香酸が外れた状態）のどちらかに代謝されるのが普通である。ところが、この代謝を行っている最中にエタノールが存在していると、カルボン酸エステルの加水分解反応よりも、エステル交換反応の方が起こりやすくなるために、コカエチレンが生成されてくる

。
具体的には、ヒトの肝臓において、
1. コカイン + 水 が、カルボキシルエステラーゼ1（英語版）による触媒を受けて、 ベンゾイルエクゴニン + メタノール となる。
2. ベンゾイルエクゴニン + エタノール は、エステルを生成して、コカエチレン + 水 となり得る。
3. コカイン + エタノール が、カルボキシルエステラーゼ1による触媒を受けて、コカエチレン + メタノール となる。

以上の反応が起こる。

## ヒトにおけるコカエチレンの生理作用
コカエチレンは、コカインと同様に局所麻酔作用を有しており、同じエステル型の局所麻酔薬と言える。これとは別に、コカエチレンは、やはりコカインと同様に、ヒトの脳に対して直接作用することが可能である。つまり、ヒトの血液脳関門をコカエチレンも突破できるのである。コカエチレンは、脳内の細胞に存在するドーパミントランスポーター、セロトニントランスポーター、ノルアドレナリントランスポーターを全て阻害することによって、神経伝達物質として細胞外に放出されたドーパミン、セロトニン、ノルアドレナリンの細胞内への取り込みを妨げて、細胞間に存在するこれら3種の神経伝達物質の量を増加させる。これにより精神刺激作用、多幸感をもたらす作用、食欲減退作用、アドレナリン様作用を有する。ただし、コカエチレンは、ドーパミントランスポーターをコカインよりも強く阻害する一方で、セロトニントランスポーターとノルアドレナリントランスポーターに対してはコカインほどには阻害しない

。
このためなのか、コカインよりもコカエチレンの方が、多幸感が長く続くとされている。そして、以上のような作用を持つことから、コカインと同様に濫用薬物として、楽しみのためにヒトによって使われてきた。つまり、コカインの濫用と同時に、酒を飲むという使われ方がなされてきた。なお、この他にコカエチレンにはコカインと同様に心毒性を持っている。しかも、コカインよりもコカエチレンの方が心毒性の強いことが示唆されている

。